# Hydrochus
Рід Hydrochus Leach, 1817 належить до монотипної родини Hydrochidae з надродини Hydrophiloidea і має всесвітнє поширення. Він поширений в усьому світі (за винятком деяких островів, наприклад Нової Зеландії) і досить різноманітний як у тропічних, так і в помірних регіонах. Світова фауна налічує 180 видів, в Палеарктиці — 32, в Європі — 20, із них 8 видів приведено для України (цей показник іще не зведений).
Систематика Hydrochidae залишається вивченою недостатньо. Більшість сучасних видань була опублікована лише для фаун Південної Америки та Австралії. Фауна Палеарктики також досить добре відома, незважаючи на те, що її ніколи не розглядали в цілому. Знання про східну, афротропічну та неарктичну фауни залишаються недостатніми.
Незрілі стадії дуже мало відомі, і були детально описані лише для одного неарктичного і одного європейського видів. Лялечки Hydrochidae залишаються невідомими.

## Філогенетичне походження[1]
Монотипна родина Hydrochidae досить однорідна морфологічно і, безсумнівно, монофілетична. Як дорослі особини, так і личинки характеризуються багатьма унікальними ознаками. Тим не менш, положення родини в межах Hydrophiloidea s.str. залишається неясним. Знання про ознаки личинок все ще залишаються дуже неповними. На основі морфології висунуто дві основні гіпотези про філогенетичне положення Hydrochidae. Перша розглядає Hydrochidae як частину «лінії гідрофільних» разом із Hydrophilidae та Spercheidae (Архангельський 1998; Beutel та Leschen 2005). Друга гіпотеза відносить Hydrochidae до «лінії гелофорид» разом із Helophoridae, Georissidae та Epimetopidae; здається, що вона підтримується переважно даними імаго (Hansen 1991; Anton and Beutel 2004). Обидві гіпотези були підтверджені молекулярним аналізом, заснованим на різних наборах даних і відборі генів.
Філогенетичні зв'язки всередині роду досі майже не вивчалися.
Викопні рештки Hydrochidae дуже бідні.

## Морфологічні ознаки[1]

### Імаго
Довжина 0,9-5,4 мм. Тіло в 2,5-3,0 рази довше за ширину, злегка сплощене, боки більш-менш паралельні; колір від червонуватого до чорного, часто з металевим блиском, у деяких видів з плямистими надкрилами; дорсальні поверхні зазвичай гладкі й голі, у деяких видів з піднятими гранулами; вентральні поверхні з гідрофобним опушенням (пластроном).

#### Голова
Голова прогнатна, глибоко вставлена в передньогруди. Очі добре розвинені, напівкулясті і сильно виступають, круглі і цілісні спереду, дрібно фасеточні, з межовими щетинками. Місце прикріплення вусиків зверху слабо приховане; присутня субантенальна борозна. Лобно-склеповий і середньочерепний шви розрізняються лише як відбитки, лобно-склеповий шов кутовий; кліпеус великий, спереду усічений. Губа оголена, сильно поперечна, добре склеротизована, закруглена спереду, найширша біля основи. Вусики короткі, з 5-7 антенномерами, базальні антенномери голі; опушені булави зазвичай з 3 антенномерами, у деяких видів тільки з двома або одним антенномерами; булаві передує помірно або сильно асиметричний чашеподібний антенномер (чашечка). Мандибули великі, частково відкриті збоку та спереду від кліпеуса; верхівка двозуба; мола добре розвинена, асиметрична; простека редукована, внутрішня сторона максили лише з довгим опушенням, без перетинчастих або склерозованих придатків. Максилла з щетинками на галеа та лацинія, галея склеротизована в основі, злегка сплощена, з верхівковими зігнутими щетинками, розташованими правильними рядами, лацинії з помірно маленьким ункусом; верхньощелепні щупики тонкі, майже завдовжки як вусики; з 4 пальпомерами, верхівковий пальпомер довгий і асиметричний. Ментум трохи ширший за довжину, кутастий на передньому краї; язичок дволопатевий, кожна половина з великим поперечно-овальним склеритом; губний щупик з 3 пальпомерами, верхівковий розширений, кулястий. Корпотенторій помірно вузький; ламінотенторії добре розвинені, іноді стикуються по середній лінії. Шийні склерити невеликі.

#### Груди

##### Передньогруди
Передньоспинка майже такої ж довжини, як і ширина, найширша спереду, вужча за основи надкрил по задньому краю; боки прямі, злегка зігнуті або вигнуті, не розкриваються вбік; передній край дугоподібний, вперед не поданий; бічні килі передньоспинки повні, прості або зубчасті; передні кути не сформовані, притуплені; задні кути від прямих до закруглених; задній край прямий або злегка дугоподібний, з підлягаючим черевним ребром, яке з'єднується з надкрилами та щитковим щитком.
Передньогруди довгі, попереду тазиків мають приблизно в довжину до діаметра прококсальної западини, плоскі і з опушеними вдавленнями. Простемальний відросток повний, апікально розширений і усічений. Нотостернальні шви відсутні. Гіпомерон з вузькою голою бічною частиною та опушеною межевою частиною, розділеною ребром; антенальні борозенки присутні на передньолатеральній частині гіпомерона. Прококси субкулясті і виступаючі, з дуже короткими прихованими бічними розширеннями; трохантини приховані; ендоплеврон злитий з нотум. Прококсальні порожнини субкругові, вузько відокремлені вільним відростком, зовні зімкнуті, з чітким зімкнутим передньобоковим розширенням, зсередини зімкнуті.

##### Середньо і задньогруди
Щиток різко піднятий, маленький, значно довший за ширину, закруглений ззаду. Надкрила в 1,6-2,0 рази довші від загальної ширини і в 2,4-3,0 рази довжини переднеспинки; сторони підпаралельні з усеченими вершинами; плечові бугри добре розвинені; диск з десятьма чіткими пунктованими рядами або смугами, без прищиткової смуги, парні проміжки часто ребристі; епіплеври зазвичай неповні (рідко розвинена по всій довжині), завжди вузькі, не розділені на оголену та опушену частини. Мезовентрит широкий на передньому краї, відділений від мезанепістерни повними швами, без прококсальних рудіментів; мезальна частина плоска, без килів і підвищень, з численними щетинчастими вдавленнями; мезовентральна порожнина відсутня; дискримен відсутній. Мезококси субкулясті з прихованими трохантинами. Мезококсальні порожнини вузько розділені, з боків закриті мезо- та метавентритом. Метавентрит зазвичай приблизно такої ж довжини, як і ширина, плоский або злегка опуклий, з численними опушеними вдавками; дискрімен слабо розвинений у задній частині, метакатепістернальний шов присутній мезально. Метакокси помірно поперечні та субсуміжні, простягаються вбік до надкрил; пластини відсутні. Метендостерніт порівняно невеликий, з короткою ніжкою і досить короткими бічними плечима; передній відросток або дуже короткий і широко вирізаний, так що передні сухожилки знаходяться на широко розділених частках.

##### Задні крила
Заднє крило з довгою радіальною зоною вигину, на кінці якої є чіткий шарнір; верхівкове поле з трьома радіальними розширеннями; поперечна жилка r3 відсутня; поперечна жилка r4 повна; RP редукована базально від r3, добре склерозований дистально від нього; медіальна шпора дуже коротка, пряма; медіальне поле зазвичай з чотирма вільними жилками; MP3+4 з базальною поперечною жилкою; базальні клітини та клиноподібні клітини добре розвинені, базальні клітини ззаду з довгим AA3, що майже досягає краю надкрил; анальна мочка добре розвинена, з глибокою виїмкою; AP присутній і неподілений.

##### Ноги
Стегнове прикріплеєднання мезовертлюга косе, передньобазальний кут не зверненогостикується з вертлюгом. Гомілки циліндричні, вистелені шипами і кількома рядами довгих (плавальних?) волосків; великогомілкові шпори дуже короткі. Лапки 5-5-5, базальний членик лапки завжди дуже короткий, кулястий; кожна лапка з кількома довгими плавальними волосками на дорсальній поверхні або без них; когітки прості; емподіум добре розвинений, бізетоподібний.

#### Черевце
Черевце з п'ятьма вільними вентритами; вентрит 1 без серединного киля; міжкоксальний відросток досить гострий. Тергіти черевця злегка склеротизовані, з плямами криловидних загострень. VIII стеміт і VIII тергіт обох статей з опушеними трикутними частками на задньому краї, VIII тергіт статево диморфний, з двома частками у самців і чотирма частками у самок; у деяких видів частки 8-го тергіта можуть бути подовженими та зчленованими; передній край стерніту VIII без серединної розпірки. Сегмент IX у самця без spiculum gastrale; стерніт IX язикоподібний з бічними розпірками, тергіт IX вирізаний; X тергіт вільний. Едеагус трилопатевого типу, симетричний або з асиметричною фаллобазою, морфологія статевих органів сильно варіює серед груп видів, часто фаллобаза дуже довга, а парамери дуже короткі, у деяких видів цілий едеагус надзвичайно довгий і тонкий; прості параметри; пеніс із короткими базальними опорами або без них. Яйцеклад помірно подовжений, злегка склеротизований; гонококсити, поділені широкою проксимальною часткою, тонкою дистальною часткою та малими кінцевими грифелями.

### Преімагінальні стадії

#### Яйця
Яйця відкладаються в шовковистих пакетах для яєць, прикріплених до субстрату (зазвичай це рослини) або без них, кожен пакет містить одне або два яйця.

#### Личинки
Тіло подовжене, паралельне, посередині трохи ширше; голова та протергум добре склеротизовані, мезо- та метатергум — кожний з парою великих тергітів; черевце перетинчасте на перших стадіях, доросліші стадії з двома парами слабко склеротизованих тергітів на кожному черевці; VIII сегмент черевної порожнини зі склерозованою тергумою, яка є цілою або розділеною медіально; черевце без бічних виступів.

##### Голова
Голова прямокутна, сильно поперечна, більш-менш паралельна; задній край прямий до слабо вирізаного; корональна лінія (= епікраніальна ніжка) відсутня; передні плечі зближуються ззаду, основи широко розведені, не контактують одна з одною; серединний внутрішній киль відсутній. Лобно-склепичний шов відсутній, губа зрощена з головною капсулою, утворюючи кліпеолабрум; медіальна носова частина або виступає, або ні, з маленькими зубчиками; наявні епістомальні частинки (= adnasalia), досить великі, симетричні. Вусики добре розвинені, 3-членикові; Антеномер 1 дуже довгий і міцний, вся внутрішня сторона з колючками або гола з остистим мезальним виступом, антенномери 2-3 малі, антеномер 2 з розташованим збоку великим сенсорієм. Мандибули симетричні, з базальною зубчастою молаподібною структурою, помірно широкі біля основи з вузькою, сильно вигнутою однозубкою верхівкою, з 1-2 внутрішніми зубцями (= retinacula); простека відсутня; пеніцил або відсутній, або присутній. Вентральний ротовий апарат чітко втягнутий і з зоною артикуляції; максилла шестигранна: кардио чіткі, великі, розділені базально; стіпеси досить короткі і широкі; лацинії (= внутрішня проекція стіпесів) короткі, округлі та несуть щетинки; щупик 3-члениковий, з дуже довгим сегментоподібним щупом; галеа (= внутрішній придаток) маленька, пальцеподібна, сильно склеротизована. Губа з субментумом видовжена, не зрощена з головною капсулою; пальпомер підквадратний, прементум короткий, пальпи 2-сегментовані, пальпомер 1 апікально з двома великими сенсилами вентрально і дорсально від пальпомера 2, отже, пальпомер 2 практично трилопатевий; язичок відсутній. Гіпофарингеальний склером і гіпостомальні стрижні відсутні; вентральні епікраніальні валики відсутні. Гуларна область зазвичай дуже коротка, довша у деяких видів, гуларні шви майже зрощені, гуларна область перетинчаста.

##### Груди
Передньогруди такої ж довжини, як середньо- або задньогруди, з однією тергальною пластинкою, розділеною серединною екдизіальною лінією; мезо- і метатерга з парними пластинками. Проторакальний вентрит без пластинки, розділений серединною екдизіальною лінією; мезо- і метатерга з парними пластинками. Переднегрудний відділ без виразної передстемальної пластинки. Ноги добре розвинені, 5-членикові з передплюсками, що утворюють чіткий кігтик, без плавальних волосків; тазики помірно широко розставлені на всіх грудних сегментах. I—VII сегменти черевця злегка склеротизовані, у досліджуваної третьої стадії з двома парами помірно великих, ймовірно, слабо склеротизованих тергітів, досліджені личинки першої стадії без таких тергітів; черевна грудина III—VII без вигнутих ніжок або нерівностей.

##### Черевце
Верхівка черевця з дихальним передсердям, утвореним видозмінами сегментів VIII—X (тергум VIII утворює склерозований дорсальний клапан на верхівці черевця, сегмент IX трилопатевий і утворює вентральний клапан, який несе пару невеликих 1-сегментованих урогомфів, задньолатеральні частини сегментів VIII—IX у деяких видів з кількома парами склерозованих пальцеподібних виступів; сегмент X зменшений. Функціональні дихальця відсутні, за винятком збільшеної кільцевої пари в дихальному атріумі.

## Життєвий цикл
Личинки, ймовірно, мають три личинкові стадії, подібно до більшості інших представників Hydrophiloidea s.str., але мало відомо про їхню біологію. Перші стадії легко отримати з яєць, відкладених дорослими особинами, але більш високі стадії рідко можна отримати шляхом вирощування. Про тривалість розвитку личинок нічого не відомо.

## Спосіб життя[1]
Як дорослі особини, так і личинки живуть у воді, живуть у стоячих водах з густою рослинністю, уламках листя та детриті на краях стоячих і повільно поточних вод та/або гравійних чи піщаних берегах струмків і річок. Дорослі особини повільно пересуваються і припускають, що харчуються водоростями. Як і у Hydrophilidae, дорослі Hydrochidae дихають атмосферним киснем, який накопичується на опушенні черевної поверхні; контакт вентрального міхура з атмосферою, необхідний для відновлення подачі повітря, досягається антенами. Харчування личинок невідоме, але незвичайна морфологія мандибул свідчить про те, що вони можуть бути високоспеціалізованими. Живлення європейського H. elongatus складається з водоростей, які личинки ковтають, коли голова личинки занурена, і водних олігохет, які перетравлюються поза ротовою порожниною з піднятою головою над поверхнею води, як у Hydrophilidae. Личинки також ковтають бульбашки повітря, які потім видно в кишечнику; Така ж поведінка також відома у багатьох гідрофільних личинок, де вони збільшують плавучість і полегшують вихід на поверхню. Личинки дихають киснем повітря, який вони закачують у трахею через великі дихальця VIII сегмента черевця, розташовані в атріумі дихальця. Лялечка та звички лялечки невідомі.

## Класифікація[2]
Нижче наведений список видів роду Hydrochus з території Палеарктики. Види, поширені на території України, помічені *.
- aequalis Sharp, 1884
- adiyamanensisTa^ar, 2017
- aljibensis Castro & Delgado, 1999
- angusi Valladares, 1988
- angustatus Germar, 1824
- brevis (Herbst, 1793)*
- chubu Balfour-Browne & Sato, 1962
- crenatus (Fabricius, 1792)*
- elongatus (Schaller, 1783)*
- farsicus Hidalgo-Galiana, Jach & Ribera
- flavipennis Kuster, 1852*
- grandicollis Kiesenwetter, 1870
- ibericus Valladares, Díaz & Delgado
- ignicollis Motschulsky, 1860*
- interruptus L. Heyden, 1870
- japonicus Sharp, 1873
- kirgisicus Motschulsky, 1860*
- lacustris Nietner, 1856
- laferi Shatrovskiy, 1989
- megaphallus Berge Henegouwen, 1988*
- mitamurai Hirasawa & Yoshitomi, 2021
- niloticus Sharp, 1904
- nitidicollis Mulsant, 1844
- nodulifer Reitter, 1897
- nooreinus Berge Henegouwen & Sainz-Cantero, 1992
- octocarinatus Hochhuth, 1871: 249*
- opacus Motschulsky, 1860
- rishi Makhan, 1995
- rhytipterus Jia & W. Wu, 1999
- roberti Shatrovskiy, 1993
- smaragdineus Fairmaire, 1879
- tariqi Ribera, Hernando & Aguilera, 1999